# 大栄教育システム
大栄教育システム株式会社（だいえいきょういくしすてむ）は、かつて存在した大阪市北区に本社を置く資格取得学校を展開する会社。1972年に高瀬建一が創設。2013年12月株式会社アビバと大栄教育システム株式会社が統合し、株式会社リンクアカデミーとなった。

## 概要
大栄教育システムは、大栄経理学院、大栄税理士学院、大栄コンピュータ学院、大栄国家試験学院、大栄公務員受験学院の屋号で資格取得の学校を開設している。1972年10月に京橋（大阪市都島区東野田）で授業を初めて開始した。

## 沿革
- 1972年 - 京橋校の募集広告を開始
- 1974年 - 高瀬建一が株式会社大栄経理学院設立
- 1976年 - 株式会社中部大栄経理学院設立
- 1978年 - 株式会社関東大栄経理学院設立（1994年に完全独立して現在はロイヤル商事株式会社が経営）
- 1979年 - 株式会社九州大栄経理学院設立
- 1984年 - 株式会社大栄経理学院（中四国地区）設立
- 1992年 - 関西地区と九州地区が合併
- 2009年 - 中四国地区の校舎を統合
- 2013年 - 株式会社リンクアンドモチベーションの100％出資の子会社となる。
- 2013年 - 株式会社アビバと大栄教育システム株式会社が統合し（存続会社はアビバ）、株式会社リンクアカデミーとなる。
- 2014年 - 経営統合に伴い、サービスブランドを「資格スクール 大栄」に改称。

## 授業形式
2004年までは他の予備校ではすでに取り入れられているビデオ放映の講座や専用のテレビデオで講義ビデオを見て受講する「ビデオブース」クラスが存在せず生講義が中心だった。しかし、現在ではビデオオンデマンド講義形式を主としている。

## 広告宣伝
宣伝は新聞・折込、Ｗｅｂなどの媒体が中心。学生から社会人、主婦など幅広い層・年代が対象。

## 校舎網
北海道から沖縄県まで全国に校舎を展開しているが、近年直営校は縮小傾向にある。

### 直営校
- 北海道エリア

札幌校
- 東北エリア

盛岡校、仙台校
- 北信越エリア

新潟校
- 東京23区

東京水道橋校
- 京都・滋賀地区

京都駅前校
- 大阪地区

大阪梅田校、なんば校
- 兵庫地区

神戸三宮校
- 中国エリア

広島紙屋町校、広島大手町校、福山校、岡山校
- 四国エリア

高松校、徳島校、高知校、松山校
- 九州・沖縄エリア

福岡天神校、博多校、久留米校、小倉校、黒崎校、佐賀校、長崎校、大分校、熊本校、宮崎校、鹿児島校、沖縄那覇校

### 提携校
- 北海道エリア

イオンモール札幌平岡校、旭川教室、滝川教室、帯広教室
- 東北エリア

弘前教室、青森教室、北上教室、泉中央校、イオンモール利府校、福島校、イオンタウン郡山校、白河教室
- 北信越エリア

長岡駅前教室、砺波教室、アル・プラザ金沢校、Lpa福井校、飯田上郷教室、諏訪高島教室、松本深志教室、長野古牧教室
- 東京23区

渋谷東急プラザ校、赤羽校、イオン西新井校、新宿ICTビジネススクール、銀座コアICT、錦糸町校、上野校、成増校、自由が丘校、五反田校、大井町校、池上教室、祖師谷大蔵教室、JR蒲田駅前教室、JR巣鴨駅前教室
- 関東エリア

立川校、町田校、調布校、ひばりが丘パルコ校、吉祥寺駅前校、青梅河辺教室、JR八王子駅前教室、宇都宮ベルモール校、足利南教室、伊勢崎連取町教室、アピタ笠懸教室、伊勢崎宮子町教室、熊谷校、所沢校、川越モディ校、浦和パルコ校、大宮アルシェICT、ララガーデン春日部校、せんげん台教室、上尾春日教室、桶川朝日教室、イオン入間教室、イオン鎌取校、柏駅前校、津田沼校、新鎌ヶ谷アクロスモール教室、千葉駅前教室、横浜校、二俣川校、イオン海老名校、日吉東急校、上大岡校、溝の口校、新百合ヶ丘校、藤沢校、アトレ川崎校、ららぽーと横浜校、秦野鶴巻温泉教室、藤沢長後教室、川崎宮前平教室、湯河原中央教室、相模原相武台教室、平塚駅前教室、富士吉田教室
- 東海エリア

ザザシティ浜松校、静岡ペガサートICT、プレ葉ウォーク浜北校、イオン袋井校、イオン焼津校、アピタ島田校、サントムーン柿田川校、イオン富士宮校、磐田国府台教室、名古屋駅前校、金山校、テックランド星ヶ丘校、イオンナゴヤドーム前校、アピタ鳴海校、クラシティ半田校、トヨタ校、東岡崎校、イオン豊橋南校、プリオ豊川校、エアポートウォーク名古屋校、アピタ稲沢校、イオン扶桑校、バロー碧南前教室、マーゴ関校、アクアウォーク大垣校、マーサ21校、多治見校、岐阜北方教室、イオン四日市尾平校、イオンモール鈴鹿校、イオンタウン津城山校、三重松阪教室
- 京都・滋賀地区

北大路ビブレ校、山科校、イオンモール草津校、
- 大阪地区

枚方校、イオン茨木校、京橋校、あべのキューズモール校、泉ヶ丘校、イオンモールりんくう泉南校、千里中央校、堺東校、ダイエー富田林校、河内長野教室、藤井寺教室、針中野教室、寝屋川教室、淡路教室、古川橋教室、布施教室
- 奈良・和歌山地区

イオンモール橿原校、王寺校、生駒校、学園前教室、橋本教室、有田教室、和歌山教室
- 兵庫地区

イオン三田ウッディタウン校、川西校、ダイエー甲子園校、姫路校、つかしん校、西宮北口校、明石校、加東教室、小野教室、三木教室、園田教室、鈴蘭台駅前教室
- 中国エリア

ゆめタウン呉校、東広島教室、三次教室、イオンモール倉敷校、ザ・モール周南校、宇部教室
- 四国エリア

イオンモール高松校
- 九州・沖縄エリア

ゆめタウン博多校、イオンモール筑紫野校、甘木駅前（朝倉）教室、モラージュ佐賀前はやぶさ教室、島原教室、別府駅前教室、大分県南教室、人吉教室、延岡教室、日向教室、宮崎吉村教室、都城教室、指宿教室、鹿屋教室、姶良教室、枕崎教室、沖縄中部教室、沖縄北部教室